# Tabebuia schumanniana
Tabebuia schumanniana är en katalpaväxtart som beskrevs av Ignatz Urban. Tabebuia schumanniana ingår i släktet Tabebuia och familjen katalpaväxter. Inga underarter finns listade i Catalogue of Life.